# Пилипко Юрій Михайлович
Юрій Михайлович Пилипко (рос. Юрий Михайлович Пилипко, нар. 22 січня 1952, Львів) — радянський футболіст, що грав на позиції нападника та півзахисника. Відомий за виступами у низці команд вищої ліги чемпіонату СРСР.

## Клубна кар'єра
Юрій Пилипко народився у Львові. Розпочав займатися футболом у футбольній школі «Локомотива» з Батайська. 1971 року грав за аматорську команду ростовського СКА. У 1973 році Пилипко дебютував у команді другої ліги «Машук» з П'ятигорська. Наступного року футболіста запросили до клубу першої ліги «Спартак» з Нальчика. На початку 1975 року Юрій Пилипко отримав запрошення до клубу вищої ліги «Спартак» з Москви.У складі московської команди грав до кінця 1976 року, після закінчення осінньої першості 1976 року, за підсумками якої «Спартак» вибув до першої ліги, покинув команду.
На початку 1977 року Юрій Пилипко повернувся до складу нальчицького «Спартака», який на той час вибув до другої ліги. Наступного року футболіст перейшов до складу команди «Крила Рад» з Куйбишева, з якою цього року став переможцем турніру першої ліги. Наступного року грав у складі куйбишевської команди у вищій лізі, проте протягом сезону перейшов до своєї попередньої команди «Машук». У п'ятигорській команді другої ліги Пилипко грав до початку сезону 1981 року.
Протягом сезону 1981 року Юрій Пилипко перейшов до складу команди вищої ліги СКА з Ростова-на-Дону. У цьому сезоні команда стала володарем Кубка СРСР, щоправда Пилипко у фінальному матчі участі не брав. Восени 1981 року Юрій Пилипко грав у складі ростовських армійців у розіграші Кубка володарів кубків. Щоправда ростовська команда цього року вибула з вищої ліги, тому наступний сезон Пилипко розпочав у складі армійців вже в першій лізі. Протягом сезону 1982 року футболіст перейшов до складу п'ятигорського «Машука», в якому й завершив виступи на футбольних полях у 1984 році.

## Особисте життя
Син Юрія Пилипка, Михайло Пилипко, також був футболістом, який грав у низці команд нижчих російських дивізіонів, розпочавши виступи в команді «Машук», у 2008 році знаходився у складі команди вищого узбецького дивізіону «Насаф».

## Досягнення
- Переможець першої ліги СРСР — 1978